# Mściciele
Mściciele (org. The Revengers) – amerykański western z 1972 roku w reż. Daniela Manna na podstawie opowiadania Stevena W. Carabatsosa.

## Fabuła
John Benedict – zasłużony weteran wojny secesyjnej, wraz z ukochaną żoną i czwórką dzieci wiedzie spokojny żywot farmera w Kolorado. Jego chlubą jest najstarszy syn Morgan, który planuje wstąpienie do West Point. Sielankę przerywa niespodziewany napad grupy Komanczów na ranczo Benedicta, którzy mordują wszystkich domowników z wyjątkiem Benedicta, który w tym czasie znajduje się na polowaniu. Benedict poprzysięga zemstę. Od jednego ze schwytanych przez lokalnego szeryfa Whitcomba napastników dowiaduje się, że przywódcą Komanczów był biały człowiek z bielmem na oku nazwiskiem Tarp. Benedict postanawia zorganizować własną grupę pościgową i dopaść Tarpa. W tym celu udaje się do nadgranicznego więzienia-kopalni srebra po meksykańskiej stronie granicy i od skorumpowanego komendanta wypożycza za pieniądze sześciu zawadiaków. Są to: czarnoskóry Job, Francuz Quiberon, Niemiec Zweig, koniokrad Hoop, tłumacz Cholo i płatny zabójca Chamaco. Wkrótce po opuszczeniu obozu Benedict uwalnia więźniów, kupując im nowe ubrania, broń i konie oraz składając propozycję – w zamian za pieniądze i wolność mają oni pomóc mu w dopadnięciu Tarpa. Wszyscy więźniowie z radością przystają na układ Benedicta oparty na wzajemnym zaufaniu. Jednak podczas najbliższego postoju opuszczają go wyśmiewając jego naiwność – tylko czarnoskóry Job pozostaje. Nie mija doba, gdy z niewiadomych przyczyn uciekinierzy powracają do Benedicta, gotowi wziąć udział w akcji.
Benedict wie, gdzie ma szukać Tarpa. Dzięki koniokradowi Hoopowi wie również jak tam trafić. Dopadają Tarpa i w strzelaninie zabijają większość jego ludzi, jednak samemu Tarpowi udaje się zbiec. Benedict nie wie gdzie go szukać, jednak postanawia go tropić dalej. Jego ludzie pozostają z nim, pomimo że ich umowa wygasła – mieli pomóc Benedictowi dostać się jedynie do kryjówki Tarpa. Z czasem oddział Benedicta zaczyna tworzyć coś w rodzaju bandy rewolwerowców – ścigając Tarpa nie mordują i nie grabią, jednak gdzie się nie pojawią trup ściele się gęsto. Pewnego dnia zjawiają się w rodzinnych stronach Benedicta i tam również dochodzi do strzelaniny pomiędzy grupą Benedicta i atakującą ich gromadą rewolwerowców. Benedict i jego ludzie wychodzą cało z opresji zabijając wszystkich napastników. Nie jest to jednak powód do chluby dla miejscowego szeryfa Whitcomba – dawnego przyjaciela Benedicta, który teraz wyrzeka się go jako przestępcy. Sfrustrowany Benedict zasiada samotnie przy stoliku popijając whisky i patrząc na zdjęcia członków swojej zamordowanej rodziny. Wtedy, jeden z jego ludzi – Chamaco, który od dłuższego już czasu darzył Benedicta szczególną estymą, usiłuje wmówić mu, że ze względu na obecność Benedicta podczas jego służby w wojsku w rodzinnym mieście Chamaco, ten może być jego ojcem. Rozzłoszczony Benedict nazywa Chomaco bękartem, na co ten sięga po broń i celnie strzela do Benedicta. Pozostali członkowie grupy przekonani, że ich przywódca nie żyje ulegają rozproszeniu. Jednak Benedict żyje – kula ominęła serce zaledwie o cal. Dzięki staraniom lokalnej pielęgniarki siostry Elizabeth, po kilkumiesięcznej rekonwalescencji w pełni powraca do zdrowia. Wciąż jego celem jest pościg za Tarpem. Nieoczekiwanie, w jednej z nadgranicznych wsi, zostaje schwytany przez meksykańskich żołnierzy pod dowództwem komendanta obozu z którego onegdaj wyciągnął swoich ludzi i osadzony w tej samej kopalni. Na wieść o tym, jego niedoszły zabójca – Chomaco ponownie zbiera oddział i organizuje udaną ucieczkę Benedicta, a ten wybacza swojemu „synowi” próbę zabójstwa. Grupa Benedicta znów jest razem i dąży do schwytania Tarpa. Dzięki wiadomościom od Hoopa wiedzą, że znajduje się on w areszcie w polowym obozie armii amerykańskiej. Kiedy Benedict wraz ze swoimi ludźmi tam dociera, obóz jest otoczony i atakowany przez Komanczów, a nieliczny oddział US Army pod dowództwem rannego porucznika toczy nierówną walkę z przeważającymi siłami Indian. Benedicta nie interesuje los amerykańskich żołnierzy, pragnie jedynie dostać zamkniętego w areszcie Tarpa. Jednak ciężko ranny porucznik nie chce go wydać, pozostając zwolennikiem litery prawa, to jest oddania więźnia pod sąd. Chcąc nie chcąc Benedict i jego ludzie zmuszeni są stawić czoła atakującym Indianom i dzięki swojej waleczności oraz brawurze udaje się im odeprzeć decydujący atak Komanczów, podczas którego ginie dowódca amerykańskich żołnierzy oraz większość jego ludzi. Nic już nie stoi na przeszkodzie, aby Benedict mógł wyważyć drzwi aresztu i dokonać zemsty na mordercy swojej rodziny. Jednak kiedy to w końcu robi natrafia na wylęknionego rzezimieszka. Pomimo namów swoich ludzi, nie jest w stanie go zabić. Odjeżdża, żegnany przez swoich towarzyszy.

## Obsada aktorska
- William Holden – John Benedict
- Ernest Borgnine – Hoop
- Woody Strode – Job
- Roger Hanin – Quiberon
- Susan Hayward – Elizabeth
- Reinhard Kolldehoff – Zweig
- Jorge Martínez de Hoyos – Cholo
- Arthur Hunnicutt – przyjaciel Benedicta, jedyny ocalały z indiańskiej rzezi
- Warren Vanders – Tarp
- Larry Pennell – Arny
- John Kelly – szeryf Whitcomb
- James Daughton – Morgan
- Scott Holden – porucznik
- Lorraine Chanel – pani Benedict
- Jorge Luke – Chamaco
- Raúl Pérez Prieto – Warden

i inni.